# Frank Martin (componist)
Frank Théodore Martin (Eaux-Vives bij Genève, 15 september 1890 – Naarden, 21 november 1974) was een Zwitserse componist, die lange tijd in Nederland heeft gewoond.

## Levensloop
Martin wordt beschouwd als de belangrijkste Zwitserse componist van de 20e eeuw. Hij studeerde twee jaar wis- en natuurkunde aan de universiteit van Genève, maar tegelijkertijd volgde hij lessen in piano en compositie bij Joseph Lauber. In de tijd daarna bestudeerde hij een veelheid aan muzikale stijlen, inclusief volksmuziek, en nam hieruit aspecten over in zijn eigen muzikale stijl.
In de jaren twintig ontwikkelde hij zijn eigen muzikale taal tijdens langdurige verblijven in Zürich, Rome en Parijs. In 1926 richtte hij de Société de Musique de Chambre de Genève op, waarvan hij de leiding had als pianist en klavecinist. Vooral dat laatste was uitzonderlijk in die tijd. Hij heeft het klavecimbel in diverse composities gebruikt, o.a. in de Petite Symphonie Concertante, een van zijn bekendste werken.
In de jaren dertig was hij docent improvisatie en muziektheorie aan het Institut Jacques-Dalcroze en hij onderwees tevens kamermuziek aan het conservatorium van Genève. Daarnaast was hij van 1933 tot 1940 artistiek leider van het Technicum Moderne de Musique en president van de Schweizer Musik-Union van 1942 tot 1946.
In laatstgenoemd jaar verhuisde Martin naar Nederland, waar hij aanvankelijk in Amsterdam en vanaf 1956 in Naarden woonde. Hoewel hij tientallen jaren in Nederland woonde, had hij weinig contact met het Nederlandse muziekleven. In de jaren 1950 - 1957 was hij ook professor in compositie aan de Staatliche Hochschule für Musik in Keulen. Hij overleed op 21 november 1974.

## Muziek
Frank Martins werk laat zich omschrijven als gematigd-modern, met een sterke nadruk op ritmiek. In harmonisch opzicht kenmerkt veel van zijn werk zich door een "glijdende tonaliteit", waarbij de muziek van de ene toonaard naar de andere beweegt. Atonaliteit wees hij resoluut af, maar verder had hij een open geest die gretig gebruik maakte van alle nieuwe ontwikkelingen die de 20e-eeuwse muziek te bieden had. Door bijzondere combinaties van instrumenten verkreeg hij vaak bijzondere klankkleuren. In zijn Poèmes de la Mort (1969-71) paste hij zelfs elektrische gitaren toe, geïnspireerd door zijn in popmuziek geïnteresseerde zoon.
Ook de twaalftoonstechniek van Schönberg wist hij op een zeer persoonlijke wijze in zijn stijl te incorporeren, zonder dat hij de tonaliteit losliet. Het eerste grote werk waarin hij deze stijl gebruikte was Le Vin Herbé (vrij vertaald: de betoverde wijn), een stuk voor twaalfstemmig koor op een tekst over Tristan en Isolde. Zijn stijl in dit werk is omschreven als 'tonale of harmonische twaalftoonsmuziek'. En dat terwijl Schönberg zijn twaalftoonstechniek nu juist ontwikkeld heeft als alternatief voor de tonaliteit.

## Nalatenschap
Door zijn derde vrouw, Maria Martin-Boeke (1915-2017), is op 10 maart 1979 in Lausanne (Zwitserland) de Société Frank Martin (Frank Martin Stichting) opgericht om de muzikale nalatenschap te beheren. Het voormalige woonhuis van Martin in Naarden is thans als museum voor bezoekers op afspraak toegankelijk.

## Composities

### Orkest

#### Symfonieën
- 1915 Symphonie burlesque, voor orkest
- 1936–1937 Symphonie, voor groot orkest
- 1944–1945 Petite Symphonie Concertante, voor harp, klavecimbel, piano en twee strijkorkesten
- 1946 Symphonie Concertante, versie voor groot orkest van de Petite Symphonie Concertante

#### Concerten
- 1933–1934 Concert Nr. 1, voor piano en orkest
- 1938 Ballade, voor altsaxofoon, strijkorkest, slagwerk en piano
- 1939 Ballade, voor piano en orkest
- 1939–1941 Ballade, voor fluit en orkest
- 1949 Ballade, voor cello en klein orkest
- 1949 Concert, voor zeven blazers, pauken en strijkers
- 1950–1951 Concert, voor viool en orkest
- 1951–1952 Concert, voor klavecimbel en klein orkest
- 1952 Sonata da Chiesa, voor viola d'amore en strijkorkest
- 1965 Concert, voor cello en orkest
- 1968 Concert Nr. 2, voor piano en orkest
- 1969 Erasmi Monumentum, voor orgel en groot orkest

#### Ouvertures
- 1946 Ouverture pour Athalie, voor orkest
- 1956 Ouverture en hommage à Mozart, voor orkest
- 1958 Ouverture en rondeau, voor orkest

#### Andere orkestwerken
- 1913 Suite, voor orkest
- 1920 Esquisse, voor orkest
- 1920 Pavane couleur du temps, voor orkest
- 1924–1926 Rythmes, drie symfonische bewegingen voor groot orkest
- 1952 Passacaille, bewerking voor strijkorkest van de Passacaille voor orgel
- 1955–1956 Etudes, voor strijkorkest
- 1963 Les Quatres Eléments, symfonische etudes voor groot orkest
  1. La Terre
  2. L'Eau
  3. L'Air
  4. Le Feu
- 1970 Trois danses, voor hobo en harp solo, strijkkwintet en strijkorkest
- 1973 Polyptyque - Six images de la Passion du Christ, voor viool en twee strijkorkesten

### Harmonie- en fanfareorkest
- 1939 Du Rhône au Rhin, voor harmonie- of fanfareorkest (Officiële mars van de Nationale Zwitserse expositie te Zürich in 1939)
- 1972 Ballade, voor altviool en harmonieorkest
- Marche des 22 Cantons
- Suite d'Oedipe-Roi

### Muziektheater

#### Opera's
| Voltooid in | titel                    | aktes   | première                        | libretto                                                                              |
| ----------- | ------------------------ | ------- | ------------------------------- | ------------------------------------------------------------------------------------- |
| 1928–1931   | La Nique à Satan         |         | 25 februari 1933, Genève        | Albert Rudhardt                                                                       |
| 1952–1955   | Der Sturm (De storm)     | 3 aktes | 17 juni 1956, Wenen, Staatsoper | William Shakespeare, Duitse vertaling van de The Tempest door August Wilhelm Schlegel |
| 1960–1962   | Monsieur de Pourceaugnac | 3 aktes | 23 april 1964, Genève           | naar Jean-Baptiste Molière                                                            |

#### Balletten
| Voltooid in | titel                                               | aktes | première | libretto                 | choreografie           |
| ----------- | --------------------------------------------------- | ----- | -------- | ------------------------ | ---------------------- |
| 1941        | Das Märchen vom Aschenbrödel (Cendrillon)           |       |          | naar de Gebroeders Grimm | Marie-Eve Kreis        |
| 1943        | Une Danse des morts à Bâle (Ein Totentanz zu Basel) |       |          | Mariette de Meyenbourg   | Mariette de Meyenbourg |

### Vocale muziek

#### Missen, oratoria, cantates
- 1922/1926 Messe, voor dubbelkoor
- 1929–1930 Cantate pour le Temps de Noël - (Cantate voor de kersttijd), voor solisten, gemengd koor, jongenskoor, orgel, klavecimbel en strijkers met 2 gamba's - tekst: uit de Bijbel
- 1938–1941 Le Vin herbé (De toverdrank), wereldlijk oratorium voor vocaal- en instrumentaal ensemble - tekst: naar «Le Roman de Tristan et Iseut» in de vertaling en bewerking van Joseph Bédier - première: (concertant) 16 april 1940, Zürich (uitsluitend het 1e deel) respectievelijk 28 maart 1942 (het hele werk; toneelpremière in de Duitse vertaling: 15 augustus 1948, Salzburger Festspiele
- 1941 Cantate pour le 1er Août, cantate voor kwartet, vocaal ensemble met orgel of piano - tekst: Charly Clerc
- 1944 In terra pax, klein oratorium voor vijf solisten, 2 gemengde koren, kinderkoor en orkest - tekst: uit de Bijbel
- 1945–1948 Golgotha, passie-oratorium voor 5 solisten, gemengd koor, orgel en orkest - tekst: uit de Bijbel en Sint Augustinus
- 1957–1959 Mystère de la Nativité, oratorium voor kerst, voor 9 solisten, klein gemengd koor, mannenkoor, groot gemengd koor en orkest - tekst: Arnoul Gréban
- 1958 Pseaumes de Genève, cantate voor gemengd koor, kinderkoor, orgel en orkest
- 1964 Pilate, klein oratorium voor bariton, mezzosopraan, tenor, bas, gemengd koor en orkest - tekst: Arnoul Gréban
- 1971–1972 Requiem, voor 4 solisten, gemengd koor, orgel en orkest - tekst: Paroissien Romain
- 1974 Et la vie l'emporta, kamer-cantate voor alt, bariton, vocaal ensemble en orkest - tekst: Maurice Zundel, Martin Luther, de componist en anoniem

#### Koor a capella
- 1922–1926 Messe pour double choeur a cappella
- 1931 Chansons voor gemengd koor: Sonnet (Pierre de Ronsard), Le coucou (J.P. Toulet), Ode (Pierre de Ronsard), Le petit village (Charles Ferdinand Ramuz)
- 1944 Chansons voor gemengd koor: Janeton (Roland Stähli), Petite église (Henri Devain), Si Charlotte avait voulu (Roland Stähli)
- 1950 Ariel – Cinq chansons d'Ariel, voor gemengd koor – tekst: William Shakespeare

#### Zangstem
- 1921 Quatre Sonnets à Cassandre, voor mezzosopraan, dwarsfluit, altviool en cello
- 1942 Die Weise von Liebe und Tod des Cornets Christoph Rilke, voor alt en klein orkest - tekst: Rainer Maria Rilke
- 1943-1944 Six Monologues de Jedermann, voor bariton en orkest - tekst: Hugo von Hofmannsthal
- 1960 Drey Minnelieder, voor sopraan en piano
- 1961 Ode à la musique, voor bariton, gemengd koor, 1 trompet, 2 hoorns, 3 trombones, contrabas en piano - tekst: Guillaume de Machaut
- 1968 Triptyque de Marie, voor sopraan, soloviool en orkest
  1. Ave Maria
  2. Magnificat
  3. Stabat Mater
- 1969–1971 Poèmes de la Mort, voor drie mannenstemmen en drie elektrische gitaren - tekst: François Villon

### Kamermuziek
- 1919 Quintette, voor twee violen, altviool, cello en piano
- 1920 Pavane couleur du temps, voor strijkkwintet
- 1925 Trio sur des mélodies polulaires irlandaises, voor viool, cello en piano
- 1957 Pièce brève, voor hobo, dwarsfluit en harp
- 1966–1967 Strijkkwartet

### Solo-instrument

#### Orgel
- 1922–1926 Agnus Dei
- 1938 Sonata da Chiesa, voor viola d'amore en orgel
- 1941 Sonata da Chiesa, voor dwarsfluit en orgel
- 1944 Passacaille

#### Piano
- 1924 Ouverture et foxtrot, voor twee piano's
- 1947–1948 Huit Préludes
- 1952 Clair de Lune
- 1956 Etudes pour deux pianos
- 1965 Esquisse
- 1965 Etude rythmique
- 1973 Fantaisie sur des Rythmes Flamenco

#### Gitaar
- 1933 Vier kleine stukken

## Onderscheidingen
- 1947: Prix de compositeur de l'Association des Musiciens Suisses.
- 1949: Docteur honoris causa de l'Université de Genève.
- 1951: Prix de Genève.
- 1953: Grosser Kunstpreis des Landes Nordrhein-Westfalen; Ehrenmitglied der Wiener Konzerthausgesellschaft.
- 1955: Accademico Onorario di Santa Cecilia, Roma.
- 1959: First Prize Philadelphia Orchestra award.
- 1961: Docteur honoris causa de l'Université de Lausanne; Membre Associé Honoraire de la Société des Arts de Genève.
- 1962: Accademico Onorario di Accademia Filarmonica Romana.
- 1964: Grand Prix des Semaines Musicales Internationale de Paris.
- 1965: Ehrenmitglied der Akademie für Musik und darstellende Kunst, Wien; Ehrenmitglied des Musikvereins für Steiermark, Graz; Ehrenmitglied der Akademie für Musik und darstellende Kunst, Graz; Mozart-Medaille, Wien.
- 1968: Verdienstkreuz 1. Klasse der Bundesrepublik Deutschland.
- 1969: Grand Prix National du Disque (Prix Arthur Honegger), Paris.
- 1970: Ehrenmitglied der Tonhalle-Gesellschaft, Zürich.
- 1971: Compagnon d'Honneur de la Confrérie du Guillon.
- 1973: Membre d'Honneur de l'Union Chorale de Lausanne; Membre d'Honneur du Conseil International de la Musique, Paris.
- 1974: Membre Associé de l'Académie Royale des Sciences, des Lettres et des Beaux Arts de Belgique.